# هويدة الجنة طويلة الذيل
هُوَيْدَة الجنة طويلة الذيل أو أيّمَة ذهبية الطوق (الاسم العلمي: Vidua paradisaea)، طائر من فصيلة الأرمليات. موطنه معظم مناطق إفريقيا الوسطى. يألف الغابات والأحراج الموحشة وضفاف مجاري الماء. ملجنه الحياتي جماعي. سربه متوسط العدد. جسمه معتدل القد، يطول نحو 35 سم. بما في الذنب الذي يطول نحو 15 سم. في الزمن العادي. أما في زمن التطريق، ويكون ذلك بعد التحسير، فرفال ذنبه تطول نحو 45 سم. رأسه وظهره وذنبه إلى السود الأحم الأسفع. جناحاه إلى السواد الموشح بالأحمر. قذاله وعنقه وصدره وبطنه إلى الأحمر الناري المواج يعلوه بين العنق والصدر طوق ذهبي الخضاب. منقاده مخروطي الشكل، مستغلظ القاعدة، مستدق اللملقط.

## معرض صور

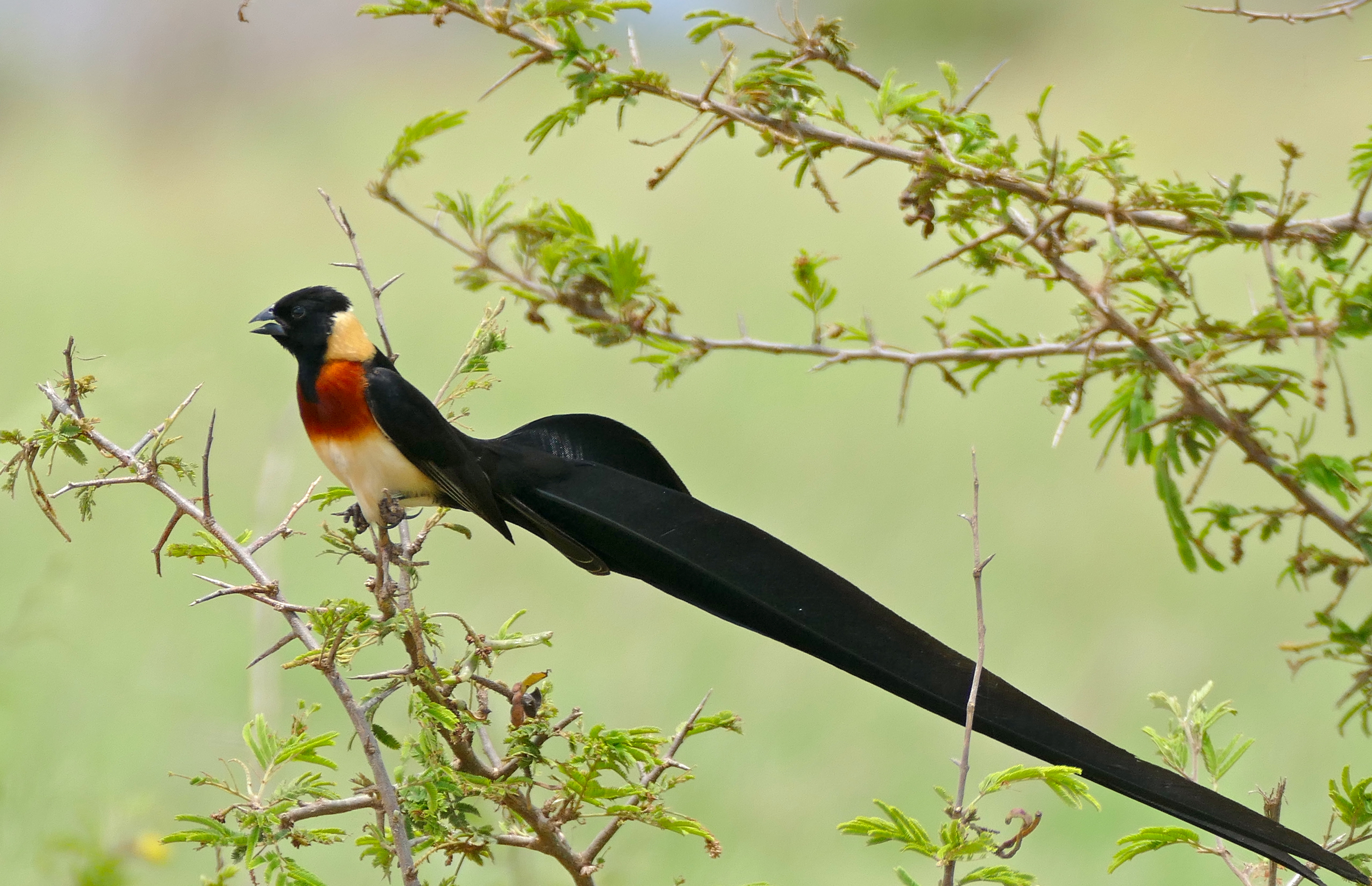
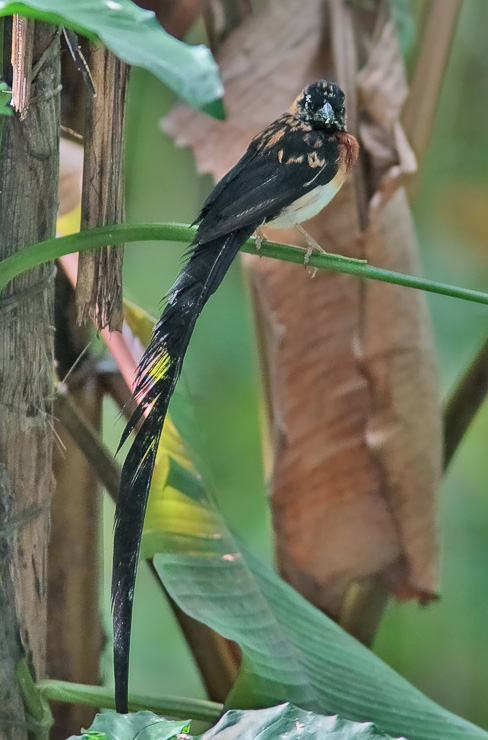
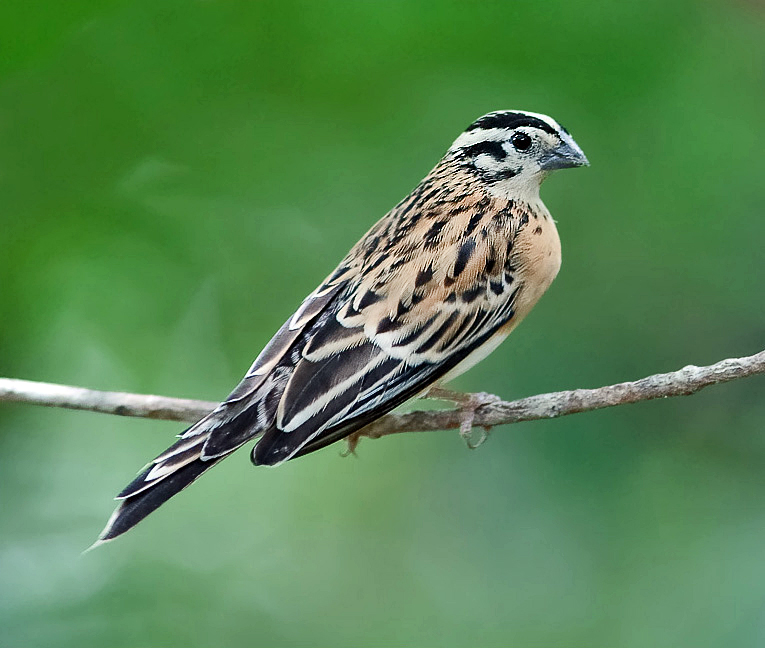